# 内壳德文蛤
内壳德文蛤（学名：Devonia semiperi），是帘蛤目寄生蛤科德文蛤属的一种。主要分布于中国大陆，常栖息在潮间带至潮下带5－10米。